# Оверлі (Північна Дакота)
Оверлі (англ. Overly) — місто (англ. city) в США, в окрузі Боттіно штату Північна Дакота. Населення — 10 осіб (2020).

## Географія
Оверлі розташоване за координатами 48°40′52″ пн. ш. 100°9′4″ зх. д. / 48.68111° пн. ш. 100.15111° зх. д. (48.681068, -100.150981).  За даними Бюро перепису населення США в 2010 році місто мало площу 0,94 км², уся площа — суходіл.

## Демографія
Згідно з переписом 2010 року, у місті мешкало 18 осіб у 8 домогосподарствах у складі 6 родин. Густота населення становила 19 осіб/км².  Було 11 помешкання (12/км²).
Расовий склад населення:
| - 83,3 % — білих - 16,7 % — корінних американців |

До двох чи більше рас належало 0,0 %. Частка іспаномовних становила 0,0 % від усіх жителів.
За віковим діапазоном населення розподілялося таким чином: 22,2 % — особи молодші 18 років, 50,0 % — особи у віці 18—64 років, 27,8 % — особи у віці 65 років та старші. Медіана віку мешканця становила 55,0 року. На 100 осіб жіночої статі у місті припадало 157,1 чоловіків;  на 100 жінок у віці від 18 років та старших — 133,3 чоловіків також старших 18 років.
За межею бідності перебувало 52,2 % осіб, у тому числі 100,0 % дітей у віці до 18 років та 0,0 % осіб у віці 65 років та старших.
Цивільне працевлаштоване населення становило 2 особи. Основні галузі зайнятості: оптова торгівля — 50,0 %, освіта, охорона здоров'я та соціальна допомога — 50,0 %.